# Veresxàguino
Veresxàguino (en rus: Верещагино) és una ciutat del krai de Perm, a Rússia, que el 2019 tenia 21.648 habitants.

## Història
Veresxàguino fou fundada el 1898 per a la construcció de l'estació ferroviària d'Otxiórskaia, a la línia Perm-Viatka. El 1904 l'estació fou reanomenada Voznessénskaia, i el 1916 Veresxàguino, en honor del pintor Vassili Veresxaguin, que hi feu una estada el 1904. Aconseguí l'estatus d'entitat urbana el 1928 i el de ciutat el 1942.
Avui dia és una important cruïlla ferroviària, viu de la indústria agroalimentària, tèxtil i mecànica.